# أشعة كونية

تدفق الأشعة الكونية مقابل طاقة الجسيمات

الأشعة الكونية هي جسيمات ذات طاقة عالية تأتي من الفضاء. وتصطدم بالطبقات العليا لغلاف الأرض الجوي. اكتشفت لأول مرة في عام 1912 بواسطة فيكتور هس.

## التركيب
نحو 90 % من الأشعة الكونية هي عبارة عن بروتونات، ونحو 9 % منها هي عبارة عن جسيمات ألفا (أي أنوية ذرات هيليوم) ونحو 1% جسيمات بيتا (إلكترونات).، استخدام مصطلح «أشعة» هو استخدام شائع ولكنه خاطئ، حيث أن الأشعة الكونية هي جسيمات مادية تصل بشكل منفرد وليس على شكل أشعة أو حزم من الجسيمات.
مصادر هذه الأشعة عديدة فمنها مثلا أشعة مصدرها النتوءات التي تبرز من قرص الشمس وتبلغ سرعتها 200060 كيلومتر في الثانية، ويطلق عليها الرياح الشمسية، وأشعة مصدرها النجوم وتكون خاطفة لكنها قوية جداً وتنشأ من اندماج المجرات وهي الأشعة الناتجة في السدم، وهناك أشعة كونية تأتي من مصادر مجهولة في أقاصي الجزء المنظور من الكون، مسار الأشعة الكونية في الفضاء يتبع خطوط القوى المغناطيسية للشمس والكواكب، وبدراسة أنواع الأشعة الكونية المختلفة يمكن معرفة كيفية تكون النجوم ونشوء الكون.
قد تحمل الأشعة الكونية طاقة عالية جداً تفوق 1000 جيجاإلكترون فولت (1000 GeV)، وهذا قدر من الطاقة أكبر بكثير مما استطاع العلماء تعجيل الجسيمات إليه في معجلات الجسيمات حتى وقت قريب، وقد بدأ مصادم الهدرونات الكبير المبني تحت الأرض باتساع 27 كيلومتر قرب مدينة جينيف وهو يسرع البروتونات إلى نحو 7000 جيجا إلكترون فولت.

إصطدام شعاع غاما من الأشعة الكونية بالطبقات العليا من جو الأرض

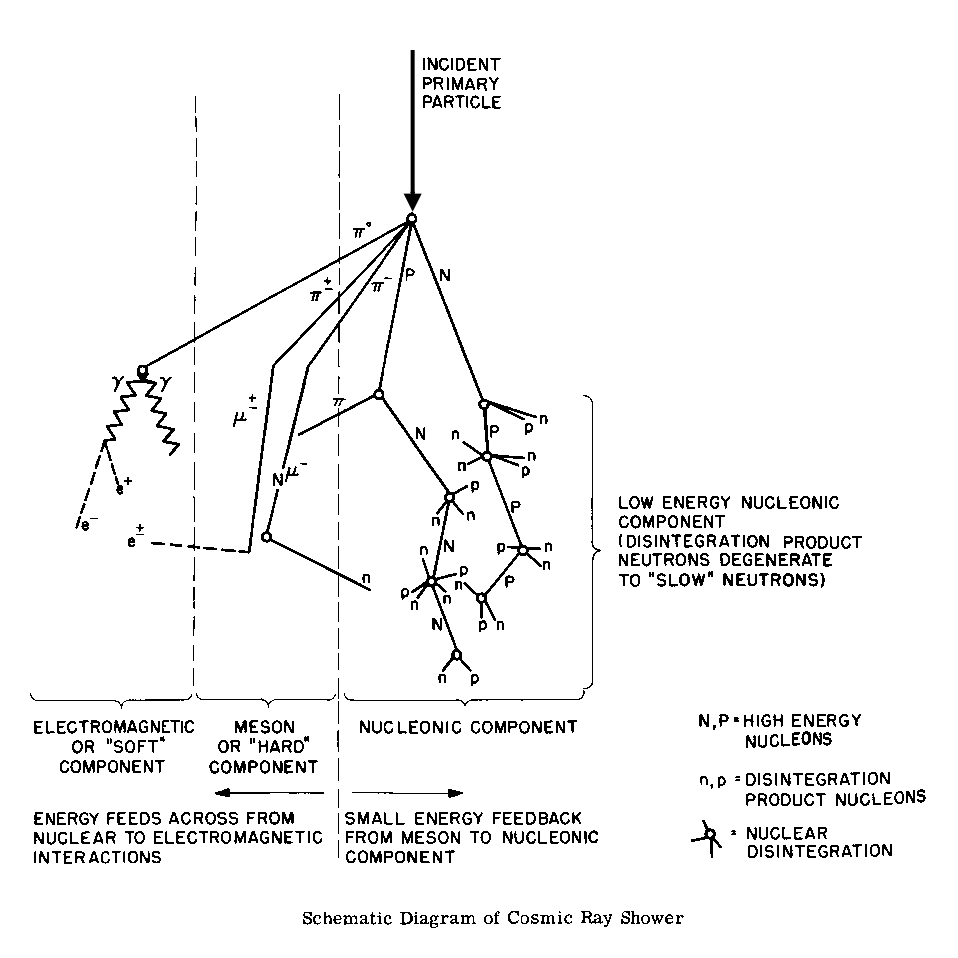
إصطدام جسيم أولي من الأشعة الكونية بالطبقات العليا من جو الأرض وتكون سيل من الجسيمات وأشعة غاما

وعندما يصطدم شعاع من أشعة غاما ذو طاقة عظيمة مع ذرة من ذرات الهواء في طبقات الجو العليا، ينشأ عن هذا الاصطدام تفتت للذرة، وتتشتت منها أجزاء علي هيئة جسيمات مثل الإلكترون والميزون وأشعة غاما، وكل من هؤلاء لا يزال يحمل معه قدراً كبيراً من الطاقة، فيصطدم هو الآخر بذرات الهواء وينتج عن ذلك جسيمات سريعة وأشعة غاما على هيئة سيل أو شلال من تلك الجسيمات يمكن قياسها على الأرض بالعدادات المعملية.
- عندما يصطدم جسيم ذو طاقة عالية قادم من أعماق الكون بذرات الهواء في طبقات الجو العليا، تتحطم الذرة وتتشتت منها أجزاء، بعضها من مكونات نواة الذرة مثل البروتونات والنيوترونات والميزونات، وأجزاء من غلاف الذرة مثل الإلكترونات، وفوق ذلك أشعة تحمل طاقة خالصة مثل أشعة غاما. ويشكلون ما يسمى بالسيل أو شلال من الجسيمات والأشعة كما نري في الشكل. ويصل بعض تلك الجسيمات والأشعة إلى سطح الأرض ويمكن قياسها. ومن خلال دراسة الأشعة الكونية نستطيع أن نزيد معرفتنا عن الكون الخارجي، وكذلك معرفة تفاعلات الجسيمات الأولية مع ذرات الهواء.
- والأشعة الكونية موجودة باستمرار وتصيب كل الأحياء على الأرض، ولكن قدرها قليل ولا يهدد الحياة على الأرض، فهي في صحبتنا دائماً منذ الخليقة، وتقل هذه الأشعة عند اختراقها لطبقات الأرض حيث تمتصها الأرض والصخور، حتي تختفي عند أعماق تحت الأرض تقدر بنحو 1000 متر.
- أثناء رحلتنا بالطائرة تصيبنا قدر أكبر من الأشعة الكونية عنه عندما نكون على سطح الأرض، وذلك لأن الغلاف الجوي يحمينا إلى حد ما منها، وبازدياد الارتفاع في الجو يزداد تأثير الأشعة الكونية علينا، لهذا يجب أن لا يبقى رواد الفضاء طويلاً في رحلاتهم الفضائية، كذلك الطيارون الذين يعملون لأوقات طويلة في الجو معرضون لهذه الأشعة أكثر من الشخص العادي الذي يعيش علي سطح الأرض، ولهذا تُختبر صحة الطيارين من حين لآخر للإطمئنان على سلامتهم، وتـُنظم خطط العمل بحيث لا يتعرضون إلى قدر كبير لتلك الأشعة حفاظاً على صحتهم.

## العناصر المشعة في الغلاف الجوي
العناصر المشعه: هي العناصر التي تكون نواتها غير مستقرة الحركة نتيجه لزياده عدد البروتونات والنايترونات ولها تقسمات عديده
اكتشف العالمان لمبل وود عام 1906م نشاطا اشعاعيا ضعيفا في البوتاسيوم والروبيديوم وبعد ذلك بست وعشرين عاما اكتشف العالمان هفزي وباهل عام 1932م ان هناك نشاطا اشعاعيا في السماريوم واكتشف حديثا عددا من النظائر المشعه الموجوده في الطبيعة، ان النظير المشع لبعض العناصر موجود بنسبه ضئيله في الطبيعة وفي حالات أخرى تكون فترة نصف العمر ل النظير المشع طويله جدا هذان العاملان يؤديان إلى نشاط ضعيف للعينه المدروسه مما يصعب عملية الكشف عن هذا النشاط ويتوقع العلماء انه بالإمكان اكتشاف نظائر مشعه أخرى في الغلاف الجوي. تنشأ الاشعه الكونيه من مصادر عديده في الفضاء ويعتقد العلماء ان النجوم المنفجره المسماة سوبرنوفا والنجوم عالية الكثافة المسماة المنبضات تنتج كميات كبيره من الأشعة الكونيه كما ان بعض الاشعه الكونيه تنتجها الشمس، لكن الأشعة الكونيه ذات الطاقة العاليه جدا هي فقط التي تستطيع اختراق الغلاف الجوي الارضي، واقل من واحد في المليون من الأشعة المخترقه هو الذي يصل إلى سطح الأرض دون ان يصطدم بذره في الهواء وتؤدي هذه التصادمات إلى تحطيم كل من الشعاع الكوني والذرة مولدا فيضا من الجسيمات تحت الذرية ذات الطاقة العاليه يطلق على الاشعه الكونيه التي تتولد في الفضاء الخارجي اسم الاشعه الكونيه الاوليه بينما يطلق على الفيض المتولج في الغلاف الجوي اسم الاشعه الكونيه الثانويه